# Éliminatoires du Championnat d'Europe de football 1996, groupe 2
Pour un article plus général, voir Éliminatoires du championnat d'Europe de football 1996.
Cet article donne le calendrier, les résultats des matches ainsi que le classement du groupe 2 des éliminatoires de l'Euro 1996.

## Classement
| Rang | Équipe    | Pts | J  | G | N | P | Bp | Bc | Diff |  | Résultats (▼ dom., ► ext.) |     |     |     |     |     |     |
| ---- | --------- | --- | -- | - | - | - | -- | -- | ---- |  | -------------------------- | --- | --- | --- | --- | --- | --- |
| 1    | Espagne   | 26  | 10 | 8 | 2 | 0 | 25 | 4  | +21  |  | Espagne                    |     | 3-0 | 1-1 | 3-0 | 6-0 | 1-0 |
| 2    | Danemark  | 21  | 10 | 6 | 3 | 1 | 19 | 9  | +10  |  | Danemark                   | 1-1 |     | 3-1 | 1-0 | 4-0 | 3-1 |
| 3    | Belgique  | 15  | 10 | 4 | 3 | 3 | 17 | 13 | +4   |  | Belgique                   | 1-4 | 1-3 |     | 1-1 | 2-0 | 2-0 |
| 4    | Macédoine | 7   | 10 | 1 | 4 | 5 | 9  | 18 | -9   |  | Macédoine                  | 0-2 | 1-1 | 0-5 |     | 3-0 | 1-2 |
| 5    | Chypre    | 7   | 10 | 1 | 4 | 5 | 6  | 20 | -14  |  | Chypre                     | 1-2 | 1-1 | 1-1 | 1-1 |     | 2-0 |
| 6    | Arménie   | 5   | 10 | 1 | 2 | 7 | 5  | 17 | -12  |  | Arménie                    | 0-2 | 0-2 | 0-2 | 2-2 | 0-0 |     |

## Résultats et calendrier
| 7 septembre 1994 | Belgique                              | 2 - 0 | Arménie | Stade Constant Vanden Stock, Bruxelles               |                                                      |
|                  | Krbachyan (en) 3e (csc) · Degryse 73e |       |         | Spectateurs : 6 140 Arbitrage : John Ferry (arbitre) | Spectateurs : 6 140 Arbitrage : John Ferry (arbitre) |

| 7 septembre 1994 | Chypre            | 1 - 2 | Espagne                              | Stade Tsírio, Limassol                     |                                            |
|                  | Sotiriou (en) 37e |       | 18e Higuera · 26e (csc) Charalámbous | Spectateurs : 5 024 Arbitrage : Marc Batta | Spectateurs : 5 024 Arbitrage : Marc Batta |

| 7 septembre 1994 | Macédoine          | 1 - 1 | Danemark    | Gradski Stadion, Skopje                             |                                                     |
|                  | Stojkovski (en) 5e |       | 86e Povlsen | Spectateurs : 22 000 Arbitrage : Mario van der Ende | Spectateurs : 22 000 Arbitrage : Mario van der Ende |

| 8 octobre 1994 | Arménie | 0 - 0 | Chypre | Stade Hrazdan, Erevan                               |
|                |         |       |        | Spectateurs : 3 600 Arbitrage : Zbigniew Przesmycki |

| 12 octobre 1994 | Danemark                               | 3 - 1 | Belgique    | Parken Stadium, Copenhague                          |                                                     |
|                 | Vilfort 35e · Jensen 72e · Strudal 86e |       | 31e Degryse | Spectateurs : 40 075 Arbitrage : Pierluigi Pairetto | Spectateurs : 40 075 Arbitrage : Pierluigi Pairetto |

| 12 octobre 1994 | Macédoine | 0 - 2 | Espagne         | Gradski Stadion, Skopje                       |                                               |
|                 |           |       | 16e 25e Salinas | Spectateurs : 21 000 Arbitrage : Gerd Grabher | Spectateurs : 21 000 Arbitrage : Gerd Grabher |

| 16 novembre 1994 | Belgique     | 1 - 1 | Macédoine           | Stade Constant Vanden Stock, Bruxelles           |                                                  |
|                  | Verheyen 31e |       | 51e Boshkovski (en) | Spectateurs : 5 839 Arbitrage : Sergei Khusainov | Spectateurs : 5 839 Arbitrage : Sergei Khusainov |

| 16 novembre 1994 | Chypre                                  | 2 - 0 | Arménie | Stade Tsírio, Limassol                       |                                              |
|                  | Sotiriou (en) 7e · Fasouliotis (en) 87e |       |         | Spectateurs : 3 254 Arbitrage : Gerald Ashby | Spectateurs : 3 254 Arbitrage : Gerald Ashby |

| 16 novembre 1994 | Espagne                                   | 3 - 0 | Danemark | Stade Ramón Sánchez Pizjuán, Séville             |                                                  |
|                  | Nadal 41e · Donato 56e · Luis Enrique 87e |       |          | Spectateurs : 26 428 Arbitrage : James McCluskey | Spectateurs : 26 428 Arbitrage : James McCluskey |

| 17 décembre 1994 | Macédoine            | 3 - 0 | Chypre | Gradski Stadion, Skopje                          |                                                  |
|                  | Đurovski 14e 25e 90e |       |        | Spectateurs : 16 000 Arbitrage : Hartmut Strampe | Spectateurs : 16 000 Arbitrage : Hartmut Strampe |

| 17 décembre 1994 | Belgique   | 1 - 4 | Espagne                                                  | Stade Constant Vanden Stock, Bruxelles       |                                              |
|                  | Degryse 7e |       | 29e Hierro · 56e Donato · 68e Salinas · 90e Luis Enrique | Spectateurs : 15 074 Arbitrage : Ahmet Çakar | Spectateurs : 15 074 Arbitrage : Ahmet Çakar |

| 29 mars 1995 | Espagne      | 1 - 1 | Belgique    | Stade Ramón Sánchez Pizjuán, Séville         |                                              |
|              | Guerrero 24e |       | 26e Degryse | Spectateurs : 27 000 Arbitrage : Rémi Harrel | Spectateurs : 27 000 Arbitrage : Rémi Harrel |

| 29 mars 1995 | Chypre           | 1 - 1 | Danemark      | Stade Tsírio, Limassol                         |                                                |
|              | Agathokléous 45e |       | 2e Schjønberg | Spectateurs : 7 261 Arbitrage : Brendan Shorte | Spectateurs : 7 261 Arbitrage : Brendan Shorte |

| 26 avril 1995 | Arménie | 0 - 2 | Espagne                       | Stade Hrazdan, Erevan                             |                                                   |
|               |         |       | 49e Amavisca · 49e Goikoetxea | Spectateurs : 35 000 Arbitrage : Adrian Porumboiu | Spectateurs : 35 000 Arbitrage : Adrian Porumboiu |

| 26 avril 1995 | Danemark    | 1 - 0 | Macédoine | Parken Stadium, Copenhague                    |                                               |
|               | Nielsen 70e |       |           | Spectateurs : 38 888 Arbitrage : Karol Ihring | Spectateurs : 38 888 Arbitrage : Karol Ihring |

| 26 avril 1995 | Belgique                    | 2 - 0 | Chypre | Stade Constant Vanden Stock, Bruxelles         |                                                |
|               | De Bilde 20e · Schepens 47e |       |        | Spectateurs : 17 703 Arbitrage : David Elleray | Spectateurs : 17 703 Arbitrage : David Elleray |

| 10 mai 1995 | Arménie                              | 2 - 2 | Macédoine                        | Stade Hrazdan, Erevan                              |                                                    |
|             | Grigoryan (en) 23e · Shahgeldian 50e |       | 60e Hristov · 69e Markovski (en) | Spectateurs : 5 000 Arbitrage : Christer Fällström | Spectateurs : 5 000 Arbitrage : Christer Fällström |

| 7 juin 1995 | Danemark                                     | 4 - 0 | Chypre | Parken Stadium, Copenhague                     |                                                |
|             | Vilfort 45 · B. Laudrup 59e · M. Laudrup 76e |       |        | Spectateurs : 40 199 Arbitrage : Werner Müller | Spectateurs : 40 199 Arbitrage : Werner Müller |

| 7 juin 1995 | Espagne           | 1 - 0 | Arménie | Stade Benito-Villamarín, Séville                |                                                 |
|             | Hierro 64e (pen.) |       |         | Spectateurs : 12 000 Arbitrage : Roger Philippi | Spectateurs : 12 000 Arbitrage : Roger Philippi |

| 7 juin 1995 | Macédoine | 0 - 5 | Belgique                                               | Gradski Stadion, Skopje                      |                                              |
|             |           |       | 15e Grün · 18e 59e Scifo · 27e Schepens · 43e Versavel | Spectateurs : 532 Arbitrage : Ryszard Wójcik | Spectateurs : 532 Arbitrage : Ryszard Wójcik |

| 16 août 1995 | Arménie | 0 - 2 | Danemark                     | Stade Hrazdan, Erevan                          |                                                |
|              |         |       | 33e M. Laudrup · 46e Nielsen | Spectateurs : 2 200 Arbitrage : Georg Dardenne | Spectateurs : 2 200 Arbitrage : Georg Dardenne |

| 6 septembre 1995 | Belgique | 1 - 3 | Danemark                                | Stade Roi Baudouin, Bruxelles               |                                             |
|                  | Grün 26e |       | 20e M. Laudrup · 21e Beck · 85e Vilfort | Spectateurs : 39 627 Arbitrage : Vadim Zhuk | Spectateurs : 39 627 Arbitrage : Vadim Zhuk |

| 6 septembre 1995 | Macédoine            | 1 - 2 | Arménie                              | Gradski Stadion, Skopje                        |                                                |
|                  | Oganessian 10e (csc) |       | 61e Grigoryan (en) · 78e Shahgeldian | Spectateurs : 0 Arbitrage : Vítor Melo Pereira | Spectateurs : 0 Arbitrage : Vítor Melo Pereira |

| 6 septembre 1995 | Espagne                                                            | 6 - 0 | Chypre | Nouveau stade de Los Cármenes, Grenade    |                                           |
|                  | Guerrero 45e · Alfonso 51e · Pizzi 75e 79e · Hierro 78e · Caminero |       |        | Spectateurs : 16 150 Arbitrage : Dick Jol | Spectateurs : 16 150 Arbitrage : Dick Jol |

| 7 octobre 1995 | Arménie | 0 - 2 | Belgique      | Stade Hrazdan, Erevan                        |                                              |
|                |         |       | 28e 39e Nilis | Spectateurs : 8 000 Arbitrage : Mitko Mitrev | Spectateurs : 8 000 Arbitrage : Mitko Mitrev |

| 11 octobre 1995 | Danemark    | 1 - 1 | Espagne           | Parken Stadium, Copenhague                     |                                                |
|                 | Vilfort 47e |       | 18e (pen.) Hierro | Spectateurs : 40 262 Arbitrage : Václav Krondl | Spectateurs : 40 262 Arbitrage : Václav Krondl |

| 11 octobre 1995 | Chypre           | 1 - 1 | Macédoine           | Stade Tsírio, Limassol                        |                                               |
|                 | Agathokléous 90e |       | 35e Jovanovski (en) | Spectateurs : 4 513 Arbitrage : Leslie Irvine | Spectateurs : 4 513 Arbitrage : Leslie Irvine |

| 15 novembre 1995 | Espagne                               | 3 - 0 | Macédoine | Stade Martínez Valero, Elche                     |                                                  |
|                  | Kiko 8e · Manjarín 73e · Caminero 78e |       |           | Spectateurs : 21 350 Arbitrage : Edgar Steinborn | Spectateurs : 21 350 Arbitrage : Edgar Steinborn |

| 15 novembre 1995 | Danemark                                   | 3 - 1 | Arménie        | Parken Stadium, Copenhague                        |                                                   |
|                  | Schjønberg 19e · Beck 33e · M. Laudrup 58e |       | 46e Petrossian | Spectateurs : 40 208 Arbitrage : Gilles Veissière | Spectateurs : 40 208 Arbitrage : Gilles Veissière |

| 15 novembre 1995 | Chypre           | 1 - 1 | Belgique     | Stade Tsírio, Limassol                          |                                                 |
|                  | Agathokléous 18e |       | 66e De Bilde | Spectateurs : 2 021 Arbitrage : Graziano Cesari | Spectateurs : 2 021 Arbitrage : Graziano Cesari |